# Woiwode

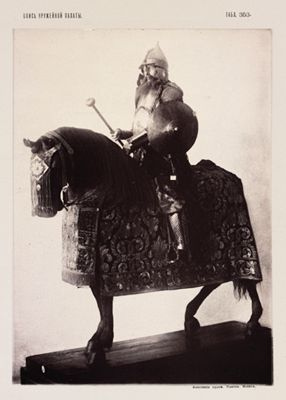
Een Woiwode uit Moskou, 17e eeuw

Woiwode, van het Slavische (Kroatisch en Servische) vojvoda (војвода), was een Slavische adellijke rang beneden die van een vorst (knjaz), die momenteel als bestuurstitel alleen nog in Polen wordt gebruikt. Het woord is samengesteld uit de Slavische woorden 'vojna' ("oorlog") of 'vojska' ("leger") en 'vođa' ("leider") en betekent iets als "legerleider". De titel werd gebruikt voor legeraanvoerders of militaire stadhouders en is ongeveer vergelijkbaar met de Germaanse rang van hertog en de rang van bey van een sandjak in het Ottomaanse Rijk.
De titel van woiwode werd gebruikt in Polen (wojewoda), Moldavië (woiwode), Walachije (voievod), Transsylvanië, het Banaat, Servië (vojvoda), Kroatië, Rusland (vojevoda), Wit-Rusland, Oekraïne en deels ook in Bulgarije en Hongarije (vajda). De militaire betekenis werd later in sommige gebieden uitgebreid met een civiele: behalve in Polen gebeurde dat vooral in de Roemeense vorstendommen (Moldavië, Walachije, Transsylvanië en het Banaat).
In Servië is de term vojvoda een militaire eretitel. De naam van de regio Vojvodina in het noorden van Servië verwijst naar deze functionaris.
In Rusland waren vojevoda's hoge militaire officieren die tegelijk gouverneur van een goebernija of plaats waren. Deze rang werd afgeschaft door Peter de Grote.

## Tegenwoordig
Woiwode is tegenwoordig de benaming van de hoogste bestuurder van de zestien regio's van Polen, de województwa (enkelvoud: województwo), zie woiwodschap.